# Carl Gustaf Blomberg
Carl Gustaf Blomberg, född 9 juni 1914 i Trosa, död 10 juli 1996 i Nyköping, var en svensk museiintendent.
Blomberg, som var son till folkskollärare Albert Blomberg och Asta Johansson, avlade studentexamen i Nyköping 1933 och blev filosofie kandidat vid Uppsala universitet 1939. Han blev amanuens på Uppsala universitets museum för nordiska fornsaker 1942, på Jämtlands läns museum i Östersund 1946 och var intendent för Södermanlands länsmuseum på Nyköpingshus i Nyköping från 1950. Han var ledamot av S:t Nicolai kyrkofullmäktige 1950–1957, sekreterare i Nyköpings naturvårdsnämnd från 1954 och ledamot av biblioteksnämnden 1964. Han skrev artiklar av arkeologiskt och historiskt innehåll.